# Stanley M. Isaacs
Stanley M. Isaacs (1882-1962) était un politicien du parti républicain de New York qui a été président de l'arrondissement de Manhattan de 1938 à 1942, puis membre du conseil municipal de New York de 1942 à 1962 et enfin chef de la minorité du conseil municipal de New York de 1950 à 1962,. Défenseur de la justice sociale, Isaacs est peut-être mieux connu pour son soutien au logement et le travail qu'il a accompli avec le maire Fiorello LaGuardia, qu'il a aidé à faire élire.
Diplômé du Collège Columbia et de la New York Law School, Isaacs est né à Manhattan dans une famille d'origine anglaise et juive. Son grand-père paternel, Samuel M. Isaacs, était rabbin à la congrégation  magaxine. Son père, Myer Isaacs, ainsi que son grand-père, ont publié le magazine «  Jewish Messenger »,.